# Грацка университетска библиотека
Грацката университетска библиотека (на немски: Universitätsbibliothek Graz) в Грац, е най-голямата библиотека в провинция Щирия и третата по големина в Австрия.
Библиотеката е депозитна и е част от Грацкия университет „Карл-Франц“, като се състои от основна библиотека, 2 факултетни библиотеки – за право и икономически науки и богословие, и няколко клона. Отворена е за публичен достъп.

## История

### Йезуитска университетска библиотека
Университетската библиотека в Грац дължи основаването си на Контрареформацията. От 1571 година йезуитите усърдно работят за рекатолизирането на предимно протестантския град Грац според желанията на ерцхерцог Карл II Австрийски. Така в 1573 година до катедралата в града са основани йезуитски колеж с училище и библиотека. През 1585 година това училище е издигнато от папа Григорий XIII в йезуитски университет и така библиотеката получава статут на университетска библиотека. Тя се разраства бързо, защото много книги са прехвърлени от манастирите в Грац и благодарение на дарения и постоянни покупки. Университетът е предимно теологически факултет и съответно основният фокус на библиотеката при закупуване на книги е също теологията – но не непременно католическата теология. Природните науки са също добре представени, поради влиянието на математика Паул Гулдин, който е един от университетски професори. Когато в 1773 година йезуитският орден е закрит, университетът става държавен.

### Публична университетска библиотека
През 1775 година с декрет университетът е официално основан отново и е поставен под държавен контрол заедно със своята библиотека. Въпреки това, повечето от имперските длъжностни лица, които управляват университета и библиотеката са бивши йезуити. През 1781 г. библиотеката е отворена отново след преместване в нова сграда и за първи път е отворена за обществеността. 28-томният библиотечен каталог изчезва – вероятно отнесен или унищожен от разгневени йезуити. Значителното увеличение на книги от манастирите увеличава хаоса в библиотеката.
Подобно и няколко други висши училища и Грацкият университет е понижен до статута на лицей през 1782 година от император Йозеф II. Колекцията му от книги обаче продължава се увеличава. След 45 години, на 19 април 1827 година, старите му права са отново потвърдени от император Франц I Австрийски. Оттогава университетът носи имената и на двамата си основатели – Karl-Franzens-Universität Graz. Възстановяването на университетския статут е при условие университетът да не трябва да носи никакви допълнителни разходи за държавата и затова остава зависим от дарения и завещания. Едва след като през 1870 година персоналът е увеличен от 3 на 6 и издръжката е увеличена от 830 на 4000 гулдена, университетът може отново нормално да изпълнява задачите.

### От преместването до края на Втората световна война
Поради ограниченото пространство в центъра на града, през 1891 година в периферията на града, днес Гайдорф, започва изграждането на нов комплекс от сгради, като различните сгради са откривани по различно време. Между 9 и 22 септември 1895 година библиотеката премества 135 000 тома в основната сграда на новия университет. Двете световни войни се отразяват зле на увеличеването на библиотеката и на администрацията му. В 1944 година 60 000 тома книги са евакуирани, за да бъдат спасени от въздушните нападения. На 22 октомври 1945 г. библиотеката е отворена отново. По време на войната са унищожени 4500 тома, включително 200 старопечатни книги.

### След Втората световна война
Развитието на библиотеката през втората половина на XX век се характеризира предимно с конструктивни промени и прогресивна децентрализация. През 1950 г. сградата е разширена на югоизток. В 1970 година към старата е добавена нова сграда. От 1994 г. до 1996 г. е построена ReSoWi-библиотека, в която са книгите по правни, социални и икономически науки. В същото време е издигната друга сграда, пряко свързана с оригиналния вход на библиотеката, без да го променя. Освен това са отворени няколко клона извън основната сграда, като Университетцентрум Вал, разположена на „Мерангасе“ № 70. През 1996 г. е отворена мултимедийна библиотека за визуални медии. Като следствие от разделянето на университета през 2004 г., медицинският клон на библиотеката става автономна библиотека. Заедно с университетските библиотеки във Виена и Инсбрук, Грацката библиотека от 1998 година започва активното използване на електронни списания и книги. На 1 юли 2005 година е основана Кооперация на е-медиите в Австрия. Университетската библиотека в Грац участва в проекта Австрийската литература Онлайн за цифровизация на австрийската литература.

## Персонал
Когато библиотеката е поета от държавата, тя има двама служители – директорът и библиотекарят. В началото на XX век персоналът е 17 души, като 8 от тях са учени, държавни служители. В началото на XXI век персоналът е 120 души.
| Мандат      | Име                    | Име                     | Години      | Академична позиция                                           |
| ----------- | ---------------------- | ----------------------- | ----------- | ------------------------------------------------------------ |
| 1773 – 1774 | Йозеф Бардарини        | Josef Bardarini         | 1708 – 1791 | професор по теология и философия, ректор на университета     |
| 1775 – 1778 | Рихард Текер           | Richard Tecker          | 1723 – 1798 | професор по догматика                                        |
| 1778 – 1783 | Франц де Паула Томичич | Franz de Paula Tomicich | 1729 – ?    | професор по църковно право, ректор на университета           |
| 1783 – 1797 | Аугустин Херц          | Augustin Herz           |             |                                                              |
| 1798 – 1814 | Йозеф Алоис Юстел      | Josef Alois Jüstel      | 1765 – 1832 | професор по морална теология, ректор на университета         |
| 1817 – 1832 | Варкус Сандман         | Markus Sandmann         | 1764 – 1832 | писател                                                      |
| 1833 – 1852 | Йохан Крауслер         | Johann Krausler         | ? − 1852    |                                                              |
| 1853 – 1861 | Леополд Михелич        | Leopold Michelitsch     |             |                                                              |
| 1861 – 1866 | Карл Кройцер           | Karl Kreutzer           |             |                                                              |
| 1866 – 1880 | Игнац Томашек          | Ignaz Tomaschek         |             |                                                              |
| 1880 – 1895 | Алоис Мюлер            | Alois Müller            | 1835 – 1901 | специалист по еврейски изследвания                           |
| 1895 – 1903 | Вилхелм Хаас           | Wilhelm Haas            | 1842 – 1918 | по-късно директор на Виенската университетска библиотека     |
| 1903 – 1910 | Антон Шлосар           | Anton Schlossar         | 1849 – 1942 |                                                              |
| 1910 – 1919 | Йоханес Пайскер        | Johannes Peisker        | 1851 – 1933 | по-късно професор по социална и икономическа история в Прага |
| 1919 – 1924 | Фердинанд Айхлер       | Ferdinand Eichler       | 1863 – 1945 | професор по библиотечни науки                                |
| 1924 – 1933 | Якоб Фелин             | Jakob Fellin            | 1869 – 1951 |                                                              |
| 1934 – 1945 | Франц Гош              | Franz Gosch             | 1884 – 1952 |                                                              |
| 1945 – 1953 | Волфганг Бендорф       | Wolfgang Benndorf       | 1901 – 1959 |                                                              |
| 1954 – 1971 | Ерхард Глас            | Erhard Glas             | 1906 – 1992 |                                                              |
| 1972 – 1988 | Франц Кролер           | Franz Kroller           | 1923 – 2000 |                                                              |
| 1989 – 2006 | Зигрид Райницер        | Sigrid Reinitzer        | 1941 –      |                                                              |
| 2004 –      | Вернер Шлахер          | Werner Schlacher        | 1955 –      |                                                              |

## Колекция
Броят на книгите в старата библиотека е несигурен. Според един източник в 1873 година библиотеката има 10 000 тома, а според друг в 1776 година – 42 000. Друг също не особено надежден източник изчислява 50 000 тома за 1839 година. Проучване от 1860 година изчислява 38 000 печатни книги, много от тях с повече от един том. През 1879 г. библиотеката притежава около 100 000 тома, а в първата година на XX век – 200 000. В началото на новото хилядолетие, действителните запаси са почти 3 милиона печатни книги, повече от 2000 ръкописи, около 1200 старопечатни книги, завещания на много учени и около 1400 текущи периодични издания.

### Специални колекции
Отделът за специални колекции притежава всички ръкописи и творби, отпечатани до 1900 г. Сред най-забележителните пергаментни ръкописи са петте най-старите грузински ръкописи от VII до XI век, намерени в манастира „Света Екатерина“ в подножието на планината Синай. Някои от най-важните ръкописи на хартия са писмата на Йоханес Кеплер до Паул Гулдин. 42 папируса от Оксиринх и Хиба също трябва да бъдат споменати. Те са открити от Британското Египеско общество между 1896 и 1907 година и влизат сред притежанията на библиотеката срещу финансовата подкрепа а града за разкопките на обществото.